# باربارا ایو هریس
باربارا ایو هریس (انگلیسی: Barbara Eve Harris؛ زادهٔ ۸ مارس ۱۹۵۹) یک هنرپیشه اهل Canadian است.
او در فیلم متولد رنگ آبی، مراقبت‌های ویژه و تصویر کلر بازی کرده‌است.